# Andrzej Karasiński
Andrzej Mariusz Karasiński (ur. 13 stycznia 1956 w Będzinie) – polski samorządowiec, urzędnik i inżynier elektryk, doktor nauk technicznych, w latach 1993–1994 i 2002–2006 wiceprezydent Gliwic, a od czerwca do września 1993 p.o. prezydenta miasta.

## Życiorys
Jego matka pochodzi ze Śląska, a ojciec z Podkarpacia. Absolwent Wydziału Elektrycznego Politechniki Śląskiej. Na tej uczelni został asystentem i adiunktem, obronił doktorat napisany pod kierunkiem Jerzego Buzka.
W 1990 powołany (jako osoba spoza rady) do jednej z komisji rady miejskiej Gliwic. Od maja 1993 do lata 1994 pozostawał zastępcą prezydenta Gliwic. Od 28 czerwca do 2 września 1993 po odwołaniu Piotra Sarré był pełniącym obowiązki prezydenta. W 1998 wybrano go do rady miasta z listy Unii Wolności. Następnie w kadencji 1999–2002 pozostawał wicestarostą gliwickim, a potem do 2006 ponownie wiceprezydentem Gliwic. W 2006 powołany na stanowisko sekretarza miasta, został również członkiem rady nadzorczej miejskiego przedsiębiorstwa energetyki cieplnej. W 2020 odszedł na emeryturę

## Życie prywatne
Żonaty, ma trzech synów.